# Peristylus fallax
Peristylus fallax är en orkidéart som beskrevs av John Lindley. Peristylus fallax ingår i släktet Peristylus och familjen orkidéer. Inga underarter finns listade i Catalogue of Life.